# ガウト・ガウト
ガウト・ガウト（Gout Gout, 2007年12月29日 - ）は、オーストラリア出身の短距離走選手。200mのオセアニア記録保持者。

## 経歴

### 生い立ち
オーストラリアのクイーンズランド州イプスウィッチで生まれ育つ。両親は南スーダン出身のディンカ族。
陸上競技に専念する前はサッカーにも打ち込んでいた。

### キャリア初期
14歳だった2022年の段階で、100mの自己ベストは10秒57。
2023年4月に200mで20秒87を記録し、当時15歳ながらオーストラリアU18の最速記録を更新した。

### 2024年
2024年8月のU20世界陸上競技選手権大会では200mで自己ベストを更新する20秒60（−0.7 m/s）を記録し、2位だった。
10月28日にアディダスと契約を結んだ。
12月6日、オーストラリア・オール・スクール・アスレティック選手権の100m予選にて、追い風参考ながら10秒04（+3.4 m/s）を記録。決勝では自己ベストを更新する10秒17を記録して優勝し、オーストラリアU18の最速記録を更新した。翌日行われた200m決勝では20秒04を記録して優勝。この当時16歳で、U18ではエリヨン・ナイトンに次ぐ歴代2位の記録となったほか、16歳当時のウサイン・ボルトの記録を上回った。また、ピーター・ノーマンが1968年メキシコシティーオリンピックの決勝で記録して銀メダルを獲得した20秒06を上回り、オーストラリア、オセアニアの選手の最速記録を更新した。

### 2025年
2025年4月13日、オーストラリア・アスレティック選手権の200mにて追い風参考ながら19秒84（+2.2 m/s）を記録して優勝した。
6月24日、チェコで開催されたゴールデン・スパイク・オストラバにてヨーロッパの大会に初出場し、200mで自己ベストを更新する20秒02（+0.0 m/s）を記録して優勝した。